# Chrusty (Konin)
Pour les articles homonymes, voir Chrusty.
Chrusty (prononciation : [ˈxrustɨ]) est un village polonais de la gmina de Golina dans le powiat de Konin de la voïvodie de Grande-Pologne dans le centre-ouest de la Pologne.
Il se situe à environ 7 kilomètres au sud-ouest de Golina (siège de la gmina), à 17 kilomètres à l'ouest de Konin (siège du powiat) et à 79 kilomètres à l'est de Poznań (capitale régionale).

## Histoire
De 1975 à 1998, le village faisait partie du territoire de la voïvodie de Konin.

Depuis 1999, Chrusty est situé dans la voïvodie de Grande-Pologne.